# Yafford
Yafford – osada w Anglii, na wyspie Wight. Leży 10 km na południowy zachód od miasta Newport i 130 km na południowy zachód od Londynu.